# Rolf Knophammar
Rolf Knophammar, född 1945, är en svensk silversmed. 
Knophammar studerade vid Konstfackskolan i Stockholm med avgångsexamen som silversmed 1976 och etablerade sig omgående som fri formgivare och silversmed med egen verkstad 1976 verkstad i Stockholm som senare flyttades till Varberg. Hans alster består till stora delar av silverkorpus. Han har medverkat i ett flertal svenska konsthantverksutställningar.